# Garrettsville (Ohio)
Garrettsville es una villa ubicada en el condado de Portage en el estado estadounidense de Ohio. En el Censo de 2010 tenía una población de 2325 habitantes y una densidad poblacional de 354,96 personas por km².

## Geografía
Garrettsville se encuentra ubicada en las coordenadas 41°17′4″N 81°5′31″O / 41.28444, -81.09194. Según la Oficina del Censo de los Estados Unidos, Garrettsville tiene una superficie total de 6.55 km², de la cual 6.51 km² corresponden a tierra firme y (0.63%) 0.04 km² es agua.

## Demografía
Según el censo de 2010, había 2325 personas residiendo en Garrettsville. La densidad de población era de 354,96 hab./km². De los 2325 habitantes, Garrettsville estaba compuesto por el 97.81% blancos, el 0.52% eran afroamericanos, el 0% eran amerindios, el 0.34% eran asiáticos, el 0.04% eran isleños del Pacífico, el 0.3% eran de otras razas y el 0.99% pertenecían a dos o más razas. Del total de la población el 0.95% eran hispanos o latinos de cualquier raza.

## Poblaciones cercanas
El siguiente diagrama muestra las poblaciones más cercanas.